# Dvd::rip
dvd::rip ist eine in Perl programmierte freie Grafische Benutzeroberfläche (GTK+) zum Kopieren von DVDs. Zur Verarbeitung der Bild- und Tondaten setzt das Programm unter anderem auf die Dienstprogrammsammlung transcode. dvd::rip ist auf den Betriebssystemen Linux sowie auf FreeBSD, OpenBSD und anderen Unix-Derivaten lauffähig.

## Funktionen
dvd::rip kann Filme direkt von der DVD auf eine Festplatte speichern. Das Programm unterstützt die Formate AVI, Ogg und MPEG. Es können beliebig viele Tonspuren mit in den Container gespeichert werden, wobei diese entweder unverändert übernommen werden können, aber auch die Möglichkeit besteht, die Tonspuren mit Audiocodecs, wie MP3 oder Ogg Vorbis zu transkodieren. Im Original vorhandene Untertitel können entfernt, direkt auf das Bildmaterial kopiert oder in eine eigene Datei ausgelagert werden. Um die gewählte Konfiguration zu überprüfen, kann man die Ausgabe als Vorschau in einem Mediaplayer begutachten. Um den Programmablauf zu beschleunigen, kann der Cluster-Modus aktiviert werden, durch den die Last auf mehrere Computer verteilt wird.